# Ситник Григорій Миколайович
Григо́рій Микола́йович Си́тник (23 лютого 1969 — 5 липня 2022) — солдат Збройних сил України, учасник російсько-української війни.

## Життєвий шлях
Народився в селищі Батурин Бахмацького району Чернігівської області у багатодітній родині.
У 1976—1984 навчався в Батуринській середній загальноосвітній школі, у 1984—1987 — у Ніжинському професійно-технічному училищі № 2.
Пройшов строкову службу. Працював токарем.
Наприкінці лютого 2022 Григорій пішов добровольцем до лав Збройних Сил України. Його бойовий шлях розпочався на рідній Чернігівщині. Потім у складі зенітного артилерійського взводу 58-ї окремої мотопіхотної бригади імені гетьмана Івана Виговського захищав місто Миколаїв, потім — Донеччину.
5 липня 2022, близько 21-ї години, під час виконання бойового завдання на Бахмутівському напрямку Григорій загинув.
10 липня 2022 похований у Батурині.

## Нагороди
- Орден «За мужність» III ступеня (посмертно)[1]